# LaNotizia
LaNotizia (en français, LaNouvelle) est un quotidien suisse italophone spécialisé dans l'innovation, les sciences et technologies, l'économie et la politique.

## Historique
Il appartient au groupe S. Publishing.